# Tremont (Pensilvania)
Tremont es un borough ubicado en el condado de Schuylkill en el estado estadounidense de Pensilvania. En el año 2000 tenía una población de 1.784 habitantes y una densidad poblacional de 890.2 personas por km².

## Geografía
Tremont se encuentra ubicado en las coordenadas 40°37′48″N 76°23′23″O / 40.63000, -76.38972.

## Demografía
Según la Oficina del Censo en 2000 los ingresos medios por hogar en la localidad eran de $30,167 y los ingresos medios por familia eran $35,326. Los hombres tenían unos ingresos medios de $31,542 frente a los $20,395 para las mujeres. La renta per cápita para la localidad era de $14,698. Alrededor del 13.1% de la población estaba por debajo del umbral de pobreza.